# Jack Flaherty

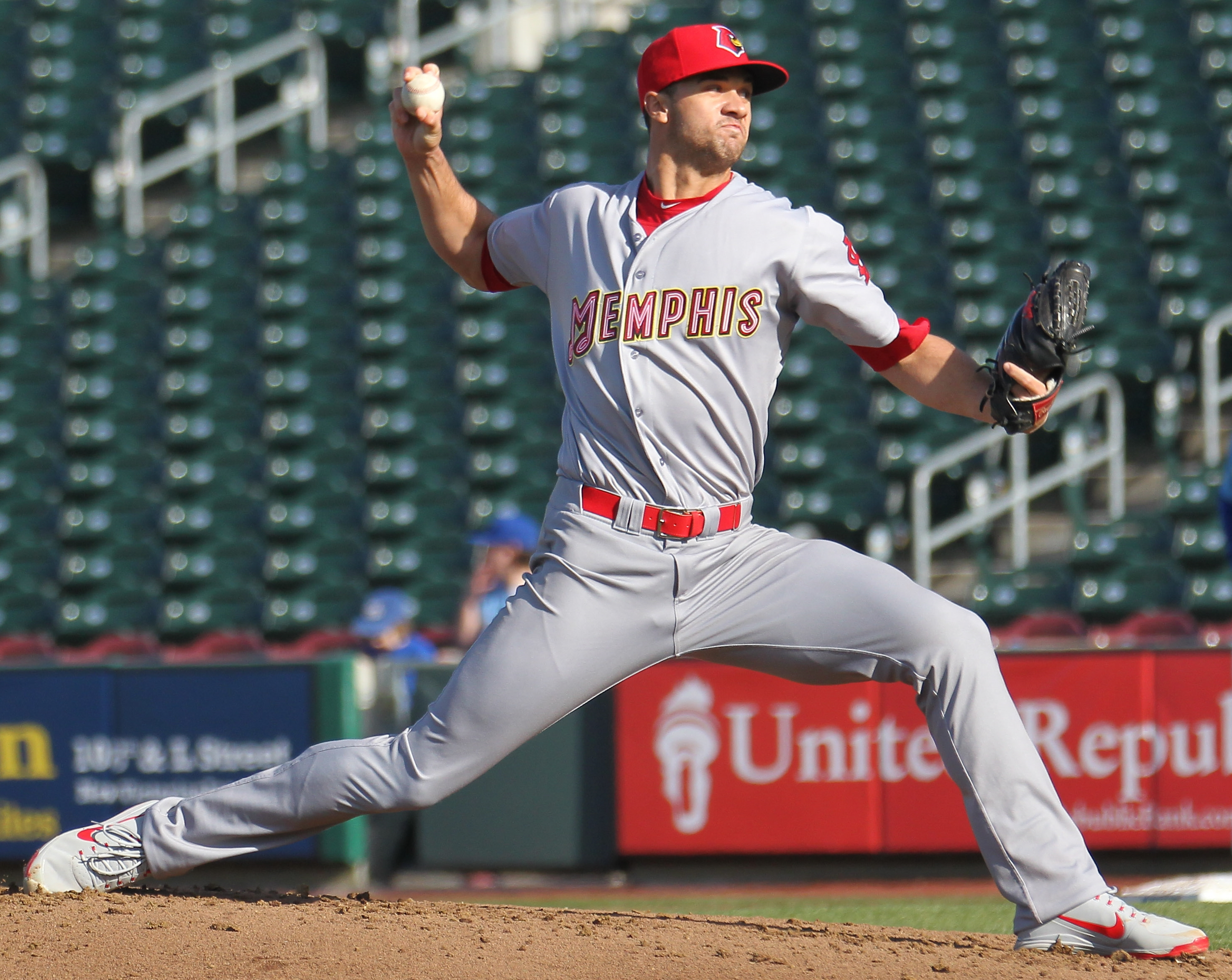
Jack Flaherty, 2018.

Jack Rafe Flaherty, född 15 oktober 1995 i Burbank i Kalifornien, är en amerikansk professionell basebollspelare som spelar som pitcher för St. Louis Cardinals i Major League Baseball (MLB).
Han hade för avsikt att studera på University of North Carolina men Cardinals draftade honom i 2014 års MLB-draft. De lyckades övertyga honom att inte studera efter de erbjöd Flaherty en kontant bonus på två miljoner amerikanska dollar.